# Izložba
Izložba je javni događaj na kome se trajno ili privremeno izlažu razni umetnički ili drugi predmeti. Radovi prikazani na izložbi, mogu biti umetnička dela (slike, crteži, skulpture, grafike, bakrorezi, kolaži, instalacije ili fotografije), muzejski eksponati, arhivska građa, proizvodi raznih veština i zanata, poljoprivrednih i stočarskih proizvoda, domaćih životinja itd.
Izložbe su uglavnom organizuju po tematskim oblastima ili po granama umetnosti i predstavljaju određenu grupu umetnika, umetnosti ili predmeta.

## Istorija
Početak izložbenih delatnosti vezuje se za  francuske muzeje, koji su prvi počeli da organizuju izložbene delatnosti slične današnjim, zahvaljujući postavkama Mazarinija i Loberta. Prva izložba, koja podseća na savremenu, bila je izložba École des beaux-arts iz 1763. godine. Njen primer sledili su brojni muzeji i galerije u Drezdenu (1765), Berlinu (1786), Minhenenu (1788) i drugi.
Prva svetska industrijska izložba organizovana je u Londonu 1851. godine.

## Opšte informacije
Izložba je složeni informacioni sistem u kome se uz pomoću predmeta-dokumenata prenosi korisnicima — postiocima poruka koju će o njoj konstituisati svaka pojedinoj ličnosti u skladu s njegovim interesom, znanjem i imaginacijom. U tom smislu sva pomagala na izložbi moraju težiti ostvarivanju jedinstvenog cilja, a to je čitljivost osnovnog sadržaja izložbe.
Izložbu treba shvatiti i kao komunikacioni obrazac ili neku vrstu mehanizma za generisanje i selekciju informacija — koje u suđtini mogu biti: 
- Naučne  —— analitičke, od čoveka prema stvarnosti (selektivne).
- Kulturne - sintetičke, od stvarnosti prema čoveku (strukturne).[2]

Kroz pedagoško usmeravanje i vođenje po izložbi, koje treba biti u funkciji osnovnog sadržaja i tumačenja onih delova konteksta koje je bilo nemoguće izložbom ostvariti, izložbu treba dopunjavati onom količinom naučnih, likovnih ili drugih podataka koji pojedinca ili grupu zanimaju, a na izložbi bi to zančilo preopterećenje faktografijom, ili je ograničeno prostorom.

## Izložbeni prostori
Najčešći izložbeni prostori u kojima se mogu orrganizovati izložbe su: galerije, muzeji, sajmovi, ulice.

### Galerije
Galerija je prostor za izlaganje umetničkih dela. Najčešće se radi o slikama, no mogu da se izlažu i skulpture, fotografije, ilustracije i/ili umetička dela u svim drugim tehnika i načinima izvođenja (npr performans telom, itd). 
Galerije mogu biti javne ili privatne. Međutim najvažnija razlika između galerija je u vlasništvu nad umetničkim eksponatima, koji mogu biti u vlasništvu galerije ili pozajmljena za određenu izložbu iz neke druge umetničke ustanove, ili od umetnika-pojedinca.

### Muzeji
Muzej (od starogrčkog  μουσείον, musio - sedište Muza)  je naziv za ustanovu i zgradu, u kojoj se čuvaju, proučavaju i izlažu - hronološki ili tematski - zbirke starina i umetničkih dela, kao i arheološki, prirodnjački, tehnički i slični predmetu (artefakti).
Danas je u najširoj upotrebi ICOM-ova definicija muzeja iz 1974. godine prema kojoj — muzej je neprofitna, stalna ustanova u službi društva i njegovog razvoja i otvorena javnosti, koja sabira, čuva, istražuje, komunicira i izlaže materijalna svedočanstva čoveka i njegove okoline, radi proučavanja, obrazovanja i zabave.
Često se za muzej upotrebljavaju i nazivi galerija (za veće zbirke slika i skulptura) i kabinet (za zbirke grafika, novaca i medalja).
Podela
Muzeji se prema nameni dele na:
- naučne (arheološki, istorijski, etnografski, prirodnjački, tehnički, vojni, kriminalistički, higijenski, školski, pomorski i dr.)
- umetničke (koji sadrže zbirke slika, skulptura, grafika i objekata primenjene umetnosti).

Po karakteru, strukturi i teritorijalnoj kompetenciji dele se na:
- državne, zemaljske, pokrajinske,
- gradske i zavičajne.

Ostali sadržaji muzeja
Osim izložbenih prostorija, savremeni muzej ima depoe (čitav se inventar retko izlaže), prostorije za restauriranje i prepariranje muzejskih eksponata, fotografsku laboratoriju, prostorije za rad stručnog osobljea, s inventarima i bibliotekom.

### Sajmovi
Sajam je oblik javno organizovanog periodičnog (nedeljnog, mesečnog, godišnjeg, sezonskog) tržišta na kome su ponuda i potražnja koncentrisani u prostoru i vremenu za direktno trgovanje izloženom robom (robni sajam) ili zaključivanje trgovinskih transakcija na osnovu izloženih obrazaca (sajamskih uzoraka).
Sajam kao облик komercijalne izložbe trgovačke i industrijske robe i usluga, u načelu  organizuju  specijalizovane tržišne institucije.

### Ulice
Ideja da ulica postane izložbeni prostor na kome se mogu izlagati umetnička dela začeta je od strane umetnika i reditelja Žilijena de Kazabjanke, koji se na izlaganje umetničkih dala na ulici odlučio nakon što ga je na to isprovocirala, grupa zaboravljenih umetničkih dela u pariskom Luvru. Da bi vratio slavu svim tim zaboravljenim slikama, on je odlučio da one oslikane u pastelu izloži na ulici.
Kasnije je ova ideja Kazabjanke, inspirisala mnoge umetnike sveta da svoja zaboravljena dela iz galerija i muzeja izlože na ulici i tako im vrate staru slavu i sjaj.  
Takosu ulice postale neka vrsta izložbenog prostora ili galerije pod vedrim nebom.

## Vrste izložbi

### Muzejska izložba
Muzejska izložba je: element muzejske politike, oblik muzejske komunikacije, informacioni sistem u kome se oblikuju i
komuniciraju poruke putem muzejskih predmeta ili dokumenata (stvarnosti iz koje je on izdvojen i koji djeluje u muzeološkoj  stvarnosti). U tom smislu muzeološki  sadržaj i značenje muzejskog predmeta u muzeju ima svoj informacioni prostor, u kome on komunicira sa posetiocima.
Vrednosti muzejskih izložbi ogleda se u tome što na njoj izloženi predmeta mogu biti primarne (ideja, nastanak, geneza) i sekundarne (upotreba, nova upotreba, propadanje, konzervacija, restauracija), ili izvorne i pridodate.

## Literatura
- García Fernández, Isabel (1999, 2010). Diseño de exposiciones. Concepto, instalación y montaje. Alianza Forma. pp. 23 a 40.
- Організація виставкової діяльності : навч. посіб. / Я. М. Антонюк, І. М. Шиндировський; Львів. комерц. акад. - Львів : Вид-во Львів. комерц. акад., 2015. - 327 c. - Бібліогр.: с. 325-327.